# Semur-en-Brionnais
Semur-en-Brionnais es una comuna francesa del sur del departamento de Saona y Loira en el territorio histórico de Brionnais en la región de Borgoña. 
La comuna vivió una época de esplendor bajo los barones de Semur entre los siglos X y XIV cuyo testimonio queda presente hoy en día en su castillo (Monument historique) o en su iglesia románica. El patrimonio arquitectónico le vale a Semur-en-Brionnais estar inscrito en la lista de Les plus beaux villages de France.

## Demografía
| 714                       | 598 | 617 | 640 | 1 386 | 1 507 | 1 615 | 1 464 | 1 544 | 1 6 | 1 638 | 1 625 | 1 508 | 1 495 | 1 457 | 1 439 | 1 374 | 1 298 | 1 207 | 1 153 | 966 | 1 093 | 1 104 | 1 067 | 1 062 | 835 | 847 | 705 | 710 | 689 | 687 | 636 | 724 | 634 |
| (Fuente: INSEE y Cassini) |     |     |     |       |       |       |       |       |     |       |       |       |       |       |       |       |       |       |       |     |       |       |       |       |     |     |     |     |     |     |     |     |     |